# Daradżil
Daradżil (arab. دراجيل) – miejscowość w Egipcie, w muhafazie Al-Minufijja. W 2006 roku liczyła 19 074 mieszkańców.